# 馬爾特斯山脈

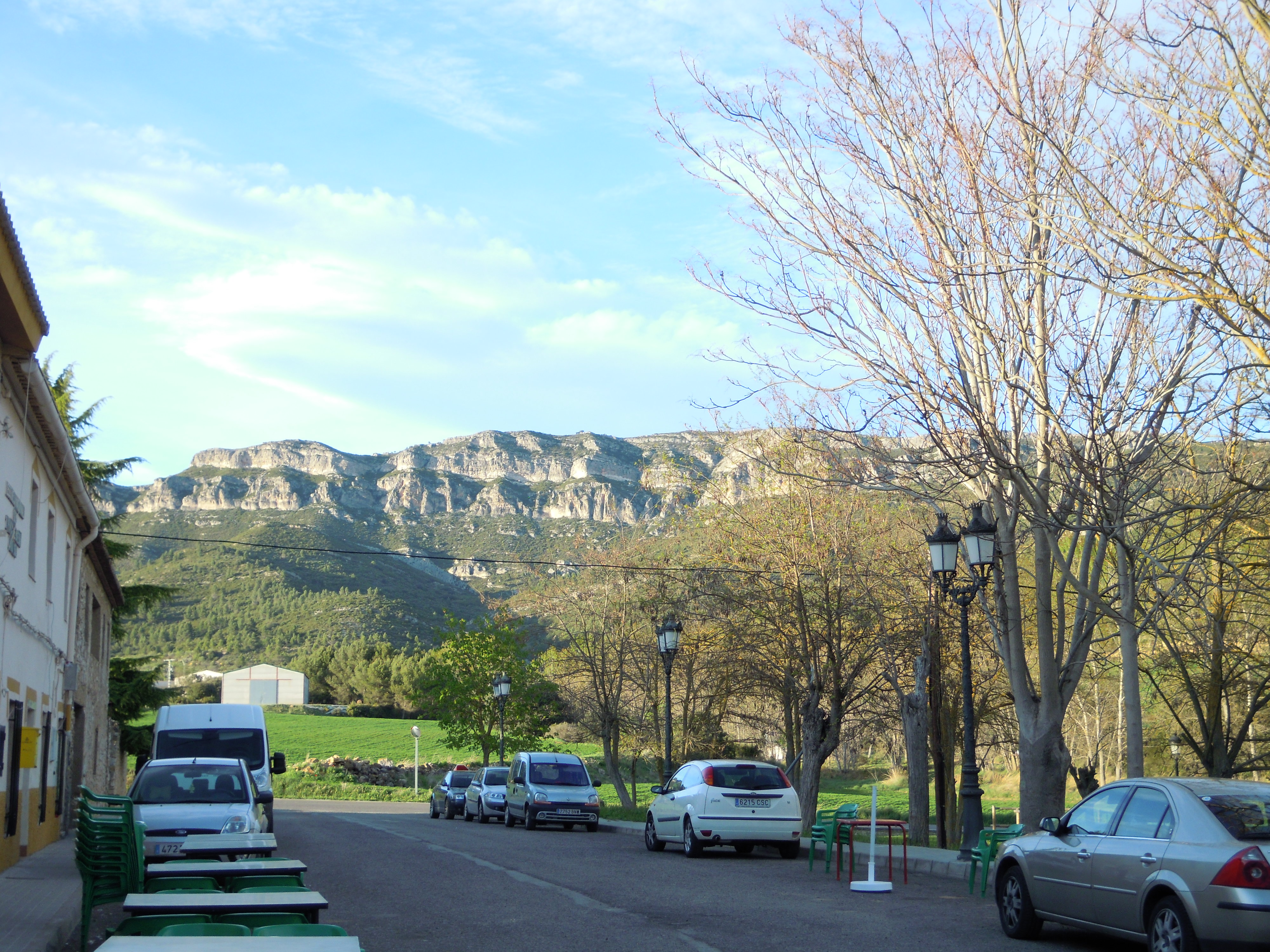

39°19′30.73″N 0°57′5.01″W / 39.3252028°N 0.9513917°W
馬爾特斯山脈（西班牙語：Sierra Martés），是西班牙的山脈，位於該國東部華倫西亞自治區，屬於伊比利亞山脈的一部分，長24公里，該山脈的最高點海拔高度1,085米。